# Dinosaur (chanson de Kesha)
Pour les articles homonymes, voir Dinosaur.
Pistes de Animal
Blind
(10) Dancing with Tears in My Eyes
(12)
Dinosaur (stylisé en D.I.N.O.$.A.U.R) est une chanson de l'artiste et compositrice américaine Kesha, issue de son premier album studio Animal (2010). La chanson a été écrite par Kesha en collaboration avec Max Martin et Shellback; ces deux derniers ont également produit la chanson, tandis que tous les trois se sont occupés de l'instrumentation. La signification de la chanson provient d'une rencontre entre Kesha et un homme plus âgé qu'elle qui lui fit des avances et qu'elle compara alors à un dinosaure préhistorique. Dinosaur est une chanson dance-pop parlant d'un homme plus âgé qui tente de draguer une jeune femme rejetant celui-ci. La chanson a généralement été reçue par critiques négatives de la part des critiques musicales. Avant la sortie d'Animal, Dinosaur se classa dans le UK Singles Chart ainsi que dans le South Korea Gaon International Chart, se positionnant aux 180e et 107e places, respectivement.

## Écriture et inspiration

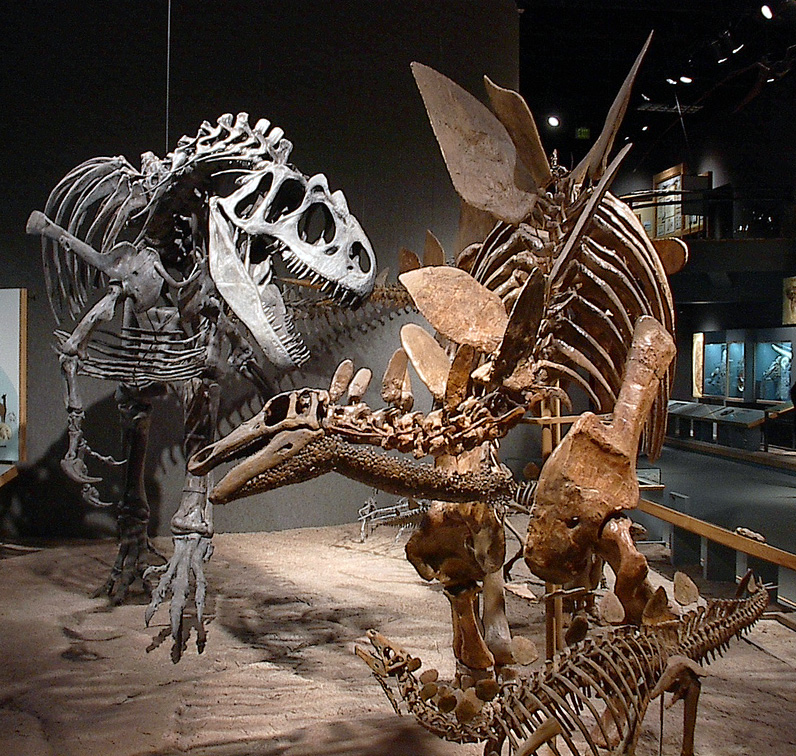
Les paroles de la chanson utilisent une métaphore, la comparaison d'une vieil homme à un dinosaure préhistorique et carnivore.

Dinosaur est une chanson écrite par Kesha Sebert, en collaboration avec Max Martin et Shellback; ces deux derniers ont également produit la chanson. Les 3 compositeurs ont aussi joués des instruments de la chanson. Lorsqu'elle se fit interviewée par Rolling Stone, on demanda à Kesha quel était sa technique d'écriture et comment elle concrétisait ses chansons, elle s'expliqua en prenant Dinosaur en tant qu'exemple. La chanteuse expliqua que la conception de la chanson était auto-biographique et qu'elle découle d'une expérience précédente qu'elle avait vécue lorsqu'un un homme plus âgé avait eu le coup de foudre pour l'artiste, elle dit : « Je parler de ce que j'ai réellement vécu — littéralement, mon album est totalement autobiographique car je pense qu'il ya une grande chanson pop pour tout et n'importe quoi et n'importe quelle situation. Il y a une chanson appelée Dinosaur parlant de ce vieux mec qui avait flashé sur moi et son toupet a eu la gentillesse de se révélé, je me suis alors dit : Oh mon Dieu, t'es si vieux, t'es préhistorique, t'es comme un dinosaure. D-I-N-O-S-A-tu es un dinosaure ».

## Liste des pistes
- Téléchargement numérique[3]

1. Dinosaur – 2:55

## Crédits et personnel
Enregistrement
- Chanson enregistrée par Max Martin et Shellback aux Maratone Studios (en) de Stockholm en Suède.

Personnel
- Écriture – Kesha Sebert, Max Martin, Shellback
- Production – Max Martin, Shellback for Maratone Productions
- Claviers – Max Martin
- Cloches – Kesha
- Sifflements – Kesha, Shellback

Crédits adaptés des notes linéaires de l'album Animal, Kemosabe Recordings, via RCA Records.

## Classements
Avant la sortie d'Animal, Dinosaur se positionna à la 180e place du UK Singles Chart. La chanson se positionna également à la 107e place du South Korea Gaon International Songs Chart le 3 janvier 2010.
| Chart (2010)                         | Meilleure position |
| ------------------------------------ | ------------------ |
| South Korea Gaon International Chart | 107                |
| UK Singles (Official Charts Company) | 180                |